# Бруновце
Бруновце (словац. Brunovce) — село, громада округу Нове Место-над-Вагом, Тренчинський край. Кадастрова площа громади — 5.82 км².
Населення 574 особи (станом на 31 грудня 2020 року).

## Історія
Бруновце згадується 1374 року.

## Населення
| Рік:            | 1994. | 2004.   | 2014.   | 2024.    |
| --------------- | ----- | ------- | ------- | -------- |
| Кількість осіб: | 534   | 544     | 551     | 638      |
| Різниця:        |       | +1,87 % | +1,28 % | +15,78 % |

| Рік:            | 2023. | 2024.   |
| --------------- | ----- | ------- |
| Кількість осіб: | 632   | 638     |
| Різниця:        |       | +0,94 % |

## Видатні уродженці
- Милан Долинський — чехословацький футболіст.